# Вятрович, Владимир Михайлович
Влади́мир Миха́йлович Вятро́вич (укр. Володимир Михайлович В'ятрович; род. 7 июля 1977, Львов) — украинский историк, публицист, исследователь истории украинского национального движения, общественный и государственный деятель. Директор Украинского института национальной памяти (2014—2019). Бывший директор архива Службы безопасности Украины (2008—2010).
Кандидат исторических наук, председатель учёного совета «Центра исследований освободительного движения» (Львов), член наблюдательного совета Национального музея-мемориала жертв оккупационных режимов «Тюрьма на Лонцкого», редактор научного сборника «Украинское освободительное движение» (2003—2008). Пишет статьи для «Украинской правды» и портала ТСН.ua. Активный участник Евромайдана, украинский националист. Персона нон грата в РФ (с 2008 года) и Польше.

## Биография
В 1994—1999 — учился на историческом факультете Львовского университета (специальность — история Украины).
В 2004 году в диссертационном совете Института украиноведения имени Крипякевича НАН Украины и Института народоведения НАН Украины под научным руководством доктора исторических наук Юрия Сливки защитил диссертацию на соискание учёной степени кандидата исторических наук по теме «Зарубежные рейды УПА в контексте реализации антитоталитарной национально-демократической революции народов Центрально-Восточной Европы» (специальность 07.00.01 — История Украины). Официальные оппоненты — доктор исторических наук Анатолий Русначенко и кандидат исторических наук Владимир Макарчук. Ведущая организация — Институт истории НАН Украины.
Принимал участие в Оранжевой революции 2004 года как координатор организации «Пора!».
С ноября 2002 по март 2008 года — директор «Центра исследований освободительного движения» (Львов).
В 2005—2006 годах — преподаватель в Украинском католическом университете. Автор первого на Украине учебного курса для высшей школы «Украинское освободительное движение 1920—1950-х годов» для студентов исторических факультетов Украинского католического университета и Львовского национального университета имени Ивана Франко.
В августе 2005 — декабре 2007 года — научный сотрудник Института украиноведения имени Крипякевича.
В мае 2007 — январе 2008 года — представитель Украинского института национальной памяти во Львовской области.
В 2008 году — научный консультант международного проекта «Украина помнит, мир признаёт», посвящённого популяризации и международному лоббированию признания Голодомора 1932—1933 годов геноцидом.
В январе — октябре 2008 года — начальник архивного отдела Украинского института национальной памяти, советник по научно-исследовательской работе главы Службы безопасности Украины (СБУ).
С октября 2008 по март 2010 года — директор отраслевого государственного архива СБУ в Киеве.
С октября 2009 года — член наблюдательного совета Национального музея-мемориала жертв оккупационных режимов «Тюрьма на Лонцкого».
С марта 2008 года — председатель учёного совета «Центра исследований освободительного движения».
В 2010—2011 годах работал в Украинском научном институте Гарвардского университета.
В марте 2014 года назначен директором Украинского института национальной памяти.
1 ноября 2018 года были введены российские санкции против 322 граждан Украины, включая Владимира Вятровича. В марте 2019 года Следственный комитет РФ возбудил уголовное дело в отношении Вятровича о реабилитации нацизма, ввиду «отрицания фактов, установленных приговором Международного военного трибунала в Нюрнберге в отношении военных преступников. В том числе им оспаривается принадлежность украинских националистов времён Великой Отечественной войны к войскам СС и их участие в военных преступлениях против мирного населения».
Участвовал в досрочных парламентских выборах 2019 года от партии «Европейская солидарность» (25 место в партийном списке), но избран не был.
18 сентября 2019 года уволен с должности директора Украинского института национальной памяти.
После сложения депутатских полномочий Ириной Луценко Вятрович заменил её и стал членом фракции «Европейская солидарность» в парламенте. Присягу народного депутата Владимир Вятрович принял 3 декабря 2019 года.

## Участие в Евромайдане
Активист Евромайдана, выступал со сцены, призывая к активным действиям против властей. Вятрович координировал массовые акции протеста, с мегафоном вёл колонну активистов на блокирование правительственных зданий и Верховной Рады, стоял на баррикадах. Говоря о ротации активистов Евромайдана, он вспоминал деятельность УПА: «В 1940—1950-е в подполье было хуже — ротация была не из-за временного ухода на работу, а из-за потери товарища навсегда. Поэтому прорвёмся!». Также он отметил: «Мы не собираемся останавливаться после смены власти на Украине, когда сбросим режим Януковича. Мы наработали целую систему изменений, которые в будущем должны исключить появление новых януковичей и нападения „Беркута“».

## Критика
Книгу «Отношение ОУН к евреям: формирование позиции на фоне катастрофы» (оригинальное название: Ставлення ОУН до євреїв: формування позиції на тлі катастрофи) критиковали Джон-Пол Химка, Тарас Курило, Пер Андерс Рудлинг и Гжегож Россолински-Либе.
Учёные утверждают, что автор пытается оправдать преступления ОУН в отношении евреев. По мнению Курило и Химки, книга не очень помогает разобраться в событиях и искажает историческую правду. Тем не менее, в ней есть интересный материал для дальнейших исследований.
Книгу «Вторая польско-украинская война. 1942—1947» (оригинальное название: Друга польсько-українська війна. 1942—1947) тоже критиковали историки: Игорь Ильюшин, Гжегож Мотыка, Анджей Земба, Пер Андерс Рудлинг, Гжегож Россолински-Либе, А. Л. Сова. В этой работе Вятрович интерпретирует события 1939—1947 годов, в том числе Волынскую резню, как войну между поляками и украинцами. Портнов пишет, что Вятрович пытается доказать непричастность лидеров ОУН к уничтожению поляков и утверждает, будто была стихийным восстанием украинских крестьян. Портнов называет эту книгу политически ангажированной. Мотыка, Рудлинг, Россолински-Либе утверждают, что Вятрович в случае с поляками использует риторику и игнорирует факты так же, как и в теме уничтожения евреев. Рудлинг рекомендует читать книгу только для знакомства с явлением исторического ревизионизма. Мотыка и Сова утверждают, что книга полезна для изучения истории СС-Галичины и судьбы украинцев в Польше в 1945—1947 годы, но в целом неудачна. 
С критикой Вятровича выступал адъюнкт-профессор кафедры истории Колумбийского университета Тарик Сирил Амар, сравнивая его работу о Шухевиче с пропагандой. Амар писал, что Вятрович игнорирует роль ОУН(б) в Холокосте на Украине.
Профессор Парижского университета Дельфин Бештель относит Вятровича к представителям новой радикальной школы украинских историков, перед которыми правительство с момента прихода к власти Виктора Ющенко поставило задачу опровергнуть участие ОУН и УПА в Холокосте на Украине. Над этой задачей, по её словам, работали управляемые государством организации: Институт национальной памяти, «Центр исследований освободительного движения» и Служба безопасности Украины.
Научный сотрудник Школы славянских и восточноевропейских исследований Университетского колледжа Лондона Уиллем Блэкер, анализируя деятельность музея «Тюрьма на Лонцкого» и «Центра исследований освободительного движения», называет Вятровича известным националистическим историком. Блэкер обращает внимание, что в экспозициях музея, на территории которого убивали евреев во время львовского погрома 1941 года, замалчивается участие ОУН в этом погроме. К националистам относит Вятровича историк Джон-Пол Химка, комментируя интервью Вятровича, в котором тот оправдывал убийства поляков украинскими националистами.
Ведущий сотрудник ИНИОН РАН Алексей Миллер полагает, что Вятрович занимается не историей, а исторической политикой
Польский историк Гжегож Грицюк называет работу Вятровича о Волынской резне «весьма далекой от достойного уровня традиционной (и даже постмодернистской) историографии и методологии», отмечая, что автор повторяет лживую версию, появившуюся в 1943 году.
Американский историк Джаред Макбрайд полагает, что работы Вятровича объединяет стремление оправдать украинцев, несмотря ни на какие факты. Макбрайд пишет, что праворадикальные украинские националисты изображаются Вятровичем как трагические борцы за свободу, иногда вынужденные надеть нацистскую форму, совершенно непричастные к Холокосту и осуществлявшие «симметричные» ответные действия во время Волынской резни. Все документы из советских архивов, свидетельствующие о преступлениях ОУН-УПА, Вятрович просто объявляет фальшивкой, а историков, критикующих такой подход, — пособниками пропаганды. Несмотря на многочисленные негативные отзывы от историков, Вятрович активно цитируется в украинских СМИ. Как пишет Макбрайд, именно Вятрович был инициатором принятия законов о декоммунизации, которые фактически закрепляют законодательные ограничения свободы слова.
По мнению украинского историка Юрия Радченко, Вятрович лишь выдаёт себя за академического учёного, являясь на самом деле пропагандистом и апологетом ОУН(б); он также отмечает, что Вятровича не считают на Западе серьёзным историком. Радченко, однако, считает, что применение к Вятровичу определения «ультраправый» является преувеличением
В марте 2009 года разразился скандал, связанный с выставкой в Севастополе, посвящённой голоду на Украине в 1932—1933 годах, поскольку выяснилось, что четыре из шести документальных фотографий, оказались подделками: вместо подлинных снимков были представлены фотографии, сделанные во время Великой депрессии в США и голода в Поволжье в 1921—1922 годах. Депутат Городского совета Севастополя Андрей Меркулов отметил, что настоящие три снимка были найдены им на сайте, посвящённому периоду Великой депрессии в США: одна из фотографий была сделана Бенджамином Шаном в октябре 1935 года в штате Арканзас, а другая — в штате Оклахома. В свою очередь Вятрович заявил, что фотографии не являлись частью электронного архива, они были ошибочно использованы в стендах, которые являлись частью интерьера. После обнаружения ошибки указанные стенды были сняты с экспозиции.
Вятрович выступает в защиту украинской дивизии СС «Галичина». В официальном ответе украинскому интернет-изданию Strana.ua Вятрович указал, что символика дивизии СС «Галичина» не попадает под действие Закона Украины «Об осуждении коммунистического и национал-социалистического (нацистского) тоталитарных режимов на Украине и запрет пропаганды их символики». Запрос был подан в связи с прошедшей 29 апреля 2017 года в Соборе Святого Юра Львова панихиде в ознаменование 74-летия дивизии СС «Галичина», как и состоявшейся на Лычаковском кладбище молитвы.

### Мнения о Вятровиче
Глава МИД Польши Витольд Ващиковский 13 ноября 2017 года отметил, что Вятрович — это «человек, который пропагандирует глубоко антигуманитарные, антиевропейские ценности».
Украинский политик и общественный деятель Инна Богословская считает, что Вятрович должен уйти в отставку из-за своего радикализма: «Человек, который имеет своё видение истории, и человек, который все своё время на этой должности занимается только одним — доказать правильность своей кандидатской диссертации и своего видения истории. Это не может так быть».

### Обвинения в фальсификациях
Историки обвиняют самого Вятровича и сотрудников его Центра исследований освободительного движения в том, что с целью обеления ОУН и УПА они фальсифицируют исторические документы, а также ограничивают доступ к материалам, которые могут представить деятельность украинских националистических организаций в невыгодном свете.
Адъюнкт-профессор российской и советской истории Северо-Восточного университета Джеффри Бёрдс отметил, что учёные, входящие в коллектив Вятровича, «публикуют подборки сфальсифицированных документов», о чём Бёрдс знает, поскольку «видел оригиналы, делал копии, а затем сравнивал их записи с оригиналами». В качестве примера он приводит сборник расшифрованных документов объёмом в 898 страниц, составленный коллегой Вятровича, на который последний ссылается в качестве доказательства своего заявления о том, что предоставит исследователям для изучения любые материалы, хранящиеся в украинских архивах, в то время как Бёрдс считает это издание «памятником чистке и словесным фальсификациям, в которой из документов удалены целые предложения и даже абзацы», представляющие собой «любые материалы с критикой украинского национализма, с выражением недовольства и проявлениями разногласий в рядах руководства ОУН-УПА, разделы, где респонденты сотрудничали с властями и давали показания против других националистов, записи о кровавых злодеяниях» В свою очередь американо-канадский историк Марко Царинник, продолжительное время занимающийся изучением украинской истории XX века, указал, что ему «было трудно работать в архиве Службы безопасности Украины, когда им руководил Вятрович», а также отметил, что располагает доказательствами того, «что Вятрович фальсифицировал исторические записи в своих публикациях, а затем искал различные поводы, чтобы не дать мне увидеть изобличающие его материалы». Польский историк доктор А. Запаловский называет Вятровича «лицом, однозначно дисквалифицированным в мировом научном сообществе как исторический лжец и манипулятор».

## Награды
- Крест Ивана Мазепы (25 декабря 2009 года)[46].
- Офицер ордена Заслуг перед Республикой Польша (23 ноября 2009 года, Польша)[47].
- Лауреат премии Василия Стуса (2012)[48].

### Монографии
- Сотенний «Бурлака» — Львів: Літопис, 2000
- Рейди УПА теренами Чехословаччини. — Львів-Торонто: НАН України Інститут українознавства ім. І.Крип’якевича — Літопис УПА, 2001. — 208 с.
- Армія безсмертних. Повстанські світлини — Львів, 2002.
- Ставлення ОУН до євреїв: формування позиції на тлі катастрофи — Львів, 2006.
- Польсько-українські стосунки в 1942−1947 роках у документах ОУН та УПА / відп. ред. та упоряд. — Львів: Центр досліджень визвольного руху[укр.], 2011.
- Друга польсько-українська війна. 1942−1947 — Київ: Видавничий дім «Києво-Могилянська академія», 2011.; друге, оновлене видання — 2012.
- Історія з грифом «Секретно» — Київ: Видавничий дім «Києво-Могилянська академія», 2011.
- Історія з грифом «Секретно» : Нові сюжети — Київ: Видавничий дім «Києво-Могилянська академія», 2012.
- За лаштунками «Волині-43». Невідома польсько-українська війна — Харків: КСД, 2016 ISBN 978-617-12-1646-4
- Війна і міф. Невідома Друга світова — Харків: КСД, 2016 ISBN 978-966-14-9085-6

### Книги в соавторстве
- В’ятрович В., Забілий Р., Дерев’яний І., Содоль П. Українська Повстанська Армія. Історія нескорених / Відп. ред. та упоряд. В. В’ятрович. — 2-ге вид., випр. та доп. — Львів: Центр досліджень визвольного руху[укр.], 2008. — 352 c.

Редактор книги «Стенной бурлак» (Львов, 2000), один из авторов и ответственный редактор выставки «Украинская повстанческая армия. История непокорённых» (Львов, 2007).

### Статьи
- Українська Повстанська Армія у світлі західної преси 1946—1947 рр. (укр.) // Україна. Культурна спадщина, національна свідомість, державність. Збірник на пошану професора Юрія Сливки. — Львів, 2000. — Т.  Т. 7. — С. 471—488.
- Позиція ОУН, щодо конфлікту між СРСР та Заходом // Дрогобицький краєзнавчий збірник. Спецвипуск до 60-річчя УПА. — Дрогобич, 2002. — С.201-210.
- The Communist Alliance Against the Ukrainian Insurgent Army (UPA) // Ukrainian Quarterly[укр.]. — New York, 2002. — Volume LVIII. — № 4. — Р. 326—342.
- Закордонний рейд УПА у документі американської розвідки // Воля і Батьківщина[укр.]. 1999. № 1. С. 67-78
- Тактика повстанських рейдів // Визвольний шлях[укр.]. 1999. Кн. 6. — С. 685—691
- В’ятрович В. Під прапором Степана Бандери через країни та кордони (документ та коментар)// Народознавчі зошити. — 1999-. № 1. — С.52-61
- Рейд українських повстанців у Прибалтику // Український визвольний рух — Львів, 2003. — Зошит 1. — С.144-151

### Редакция
- Армія безсмертних. Повстанські світлини / ред. В’ятрович В. та Мороз В. — Львів: НАН України. Інститут українознавства ім. І. Крип’якевича, 2002. — 220 с.